# Kristoffer Ingeby
Kristoffer Ingeby (né le 28 janvier 1979 à Örebro,) est un coureur cycliste suédois, actif dans les années 1990 et 2000.

## Palmarès
- 1997
  - Champion des Pays nordiques sur route juniors
  -  Champion de Suède du contre-la-montre juniors
  - 9e du championnat du monde du contre-la-montre juniors
- 2000
  - 4e étape de la FBD Milk Rás
  - 2e étape du Triptyque des Barrages (contre-la-montre)
  - 2e du Triptyque des Barrages
- 2001
  - Ronde du Canigou
  - 5e étape du Circuit des Ardennes
  - Bourg-Hauteville-Bourg
  - 3e du Prix des Coteaux d'Aix
  - 3e de Troyes-Dijon
  - 3e du Grand Prix Mathias Nomblot
- 2002
  - 11e étape de l'International Cycling Classic
- 2006
  - Skandis GP
  - Skånska GP Veckan :
    - Classement ghénéral
    - 1re étape

  - 4e étape du Scandinavian Week

## Classements mondiaux
| Année           | 2006 |
| --------------- | ---- |
| UCI Europe Tour | 658e |